# ماریو فیلیپ آتزوپاردی
ماریو فیلیپ آتزوپاردی (مالتی: Mario Philip Azzopardi؛ زادهٔ ۱۹ نوامبر ۱۹۵۰) یک فیلم‌نامه‌نویس و کارگردان اهل مالت و کانادا است.
او دانش‌آموختهٔ «دانشگاه مالت» است و در سال ۱۹۷۸ به کانادا مهاجرت نمود و تابعیت این کشور را پذیرفت.
از فیلم‌ها یا مجموعه‌های تلویزیونی که وی در آن‌ها نقش داشته است، می‌توان به حادثه‌جویان، سقوط آزاد و دروازه ستارگان اس‌جی-۱ اشاره نمود.